# Chêne de Kleinbettingen

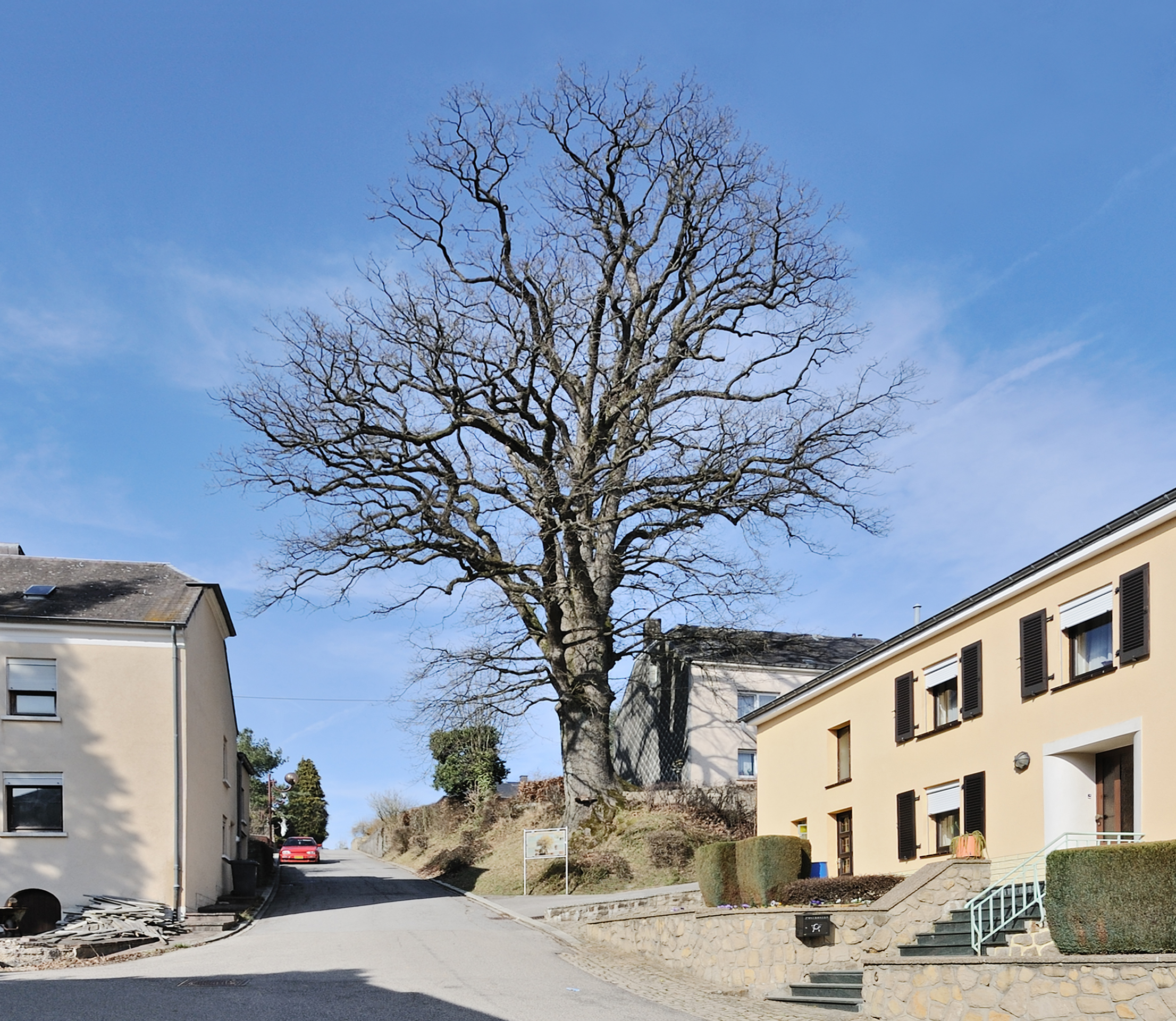
Le chêne pédonculé de Kleinbettingen en mars 2011.

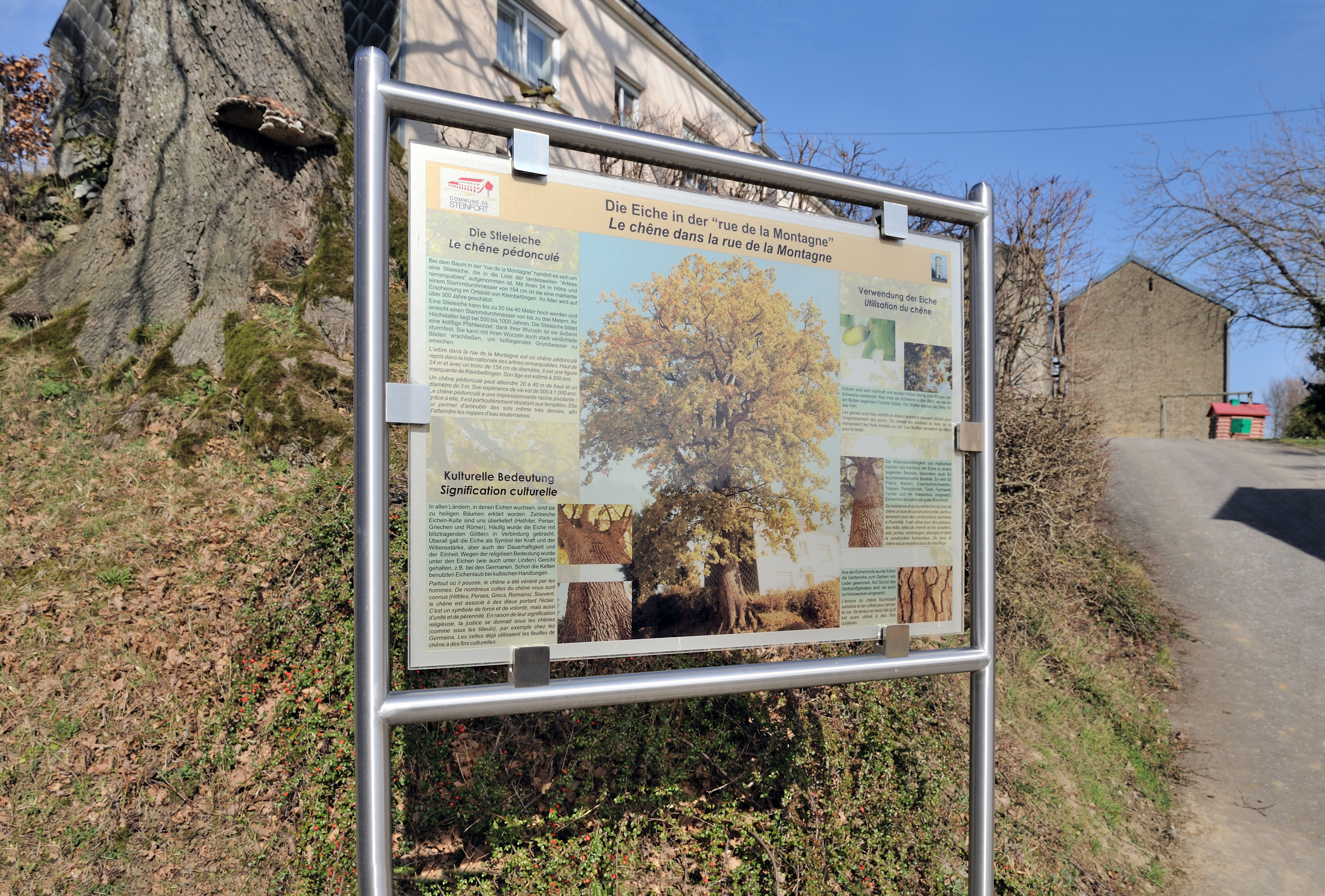
Le panneau d'information au pied du chêne. Le champignon polypore est visible en haut à gauche du panneau.

Le chêne de Kleinbettingen est un chêne pédonculé (Quercus robur) implanté en haut d'un talus dans la rue de la Montagne à Kleinbettingen (Luxembourg). Depuis 2001, il est inscrit sur l'Inventaire supplémentaire des monuments nationaux du Luxembourg (Arrêté ministériel du 19 juillet 2001).  

## Présentation
L'âge du chêne est estimé à 200 ans au moins.
Vers 2010, l'administration communale de Steinfort a fait ériger un panneau d'information bilingue (français et allemand) au pied de l'arbre.
Au printemps 2011, on remarque un champignon polypore sur le tronc du chêne, ce qui indique que le système de défense de l'arbre est affaibli. 

## Photos

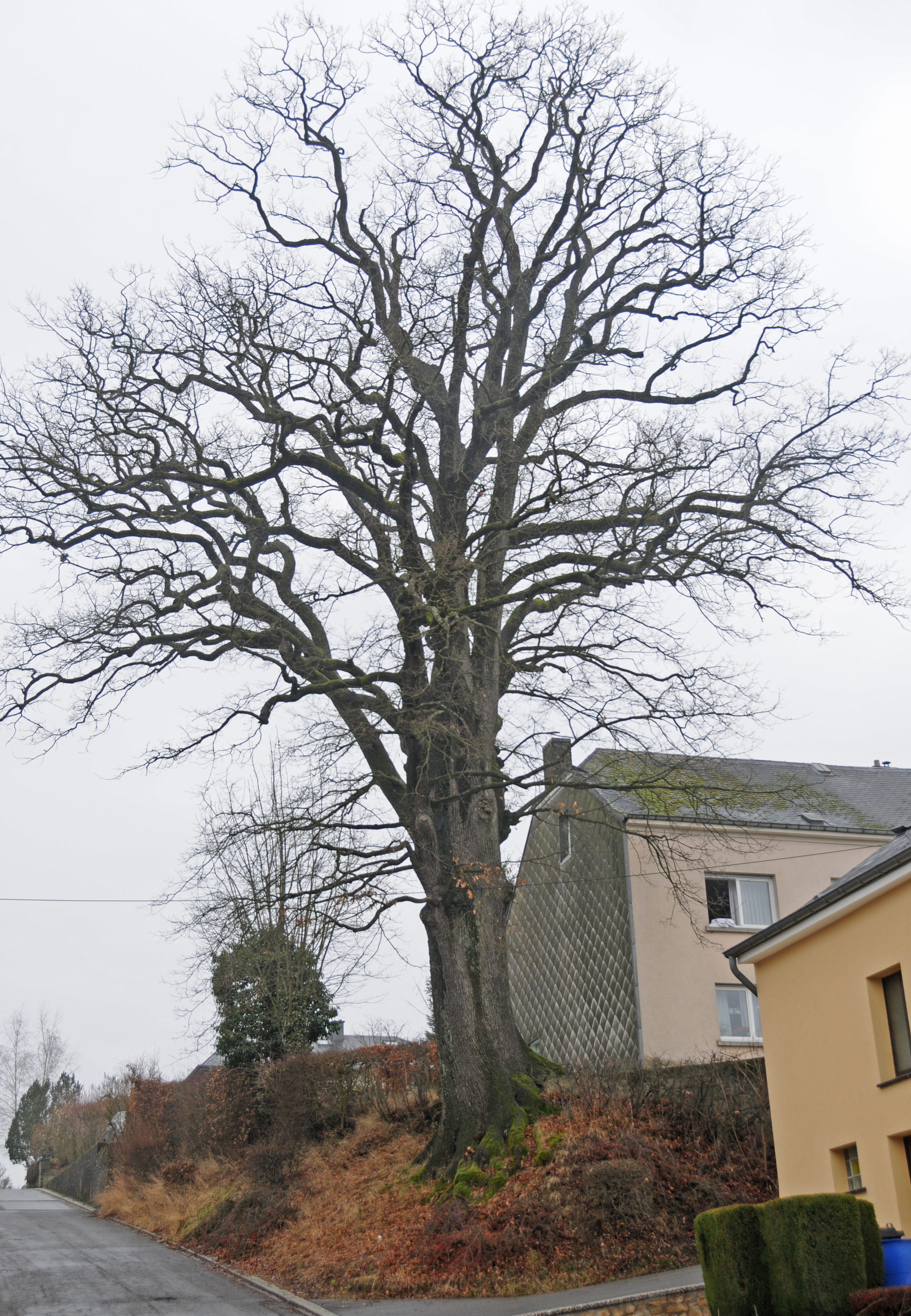
Le chêne en décembre 2007
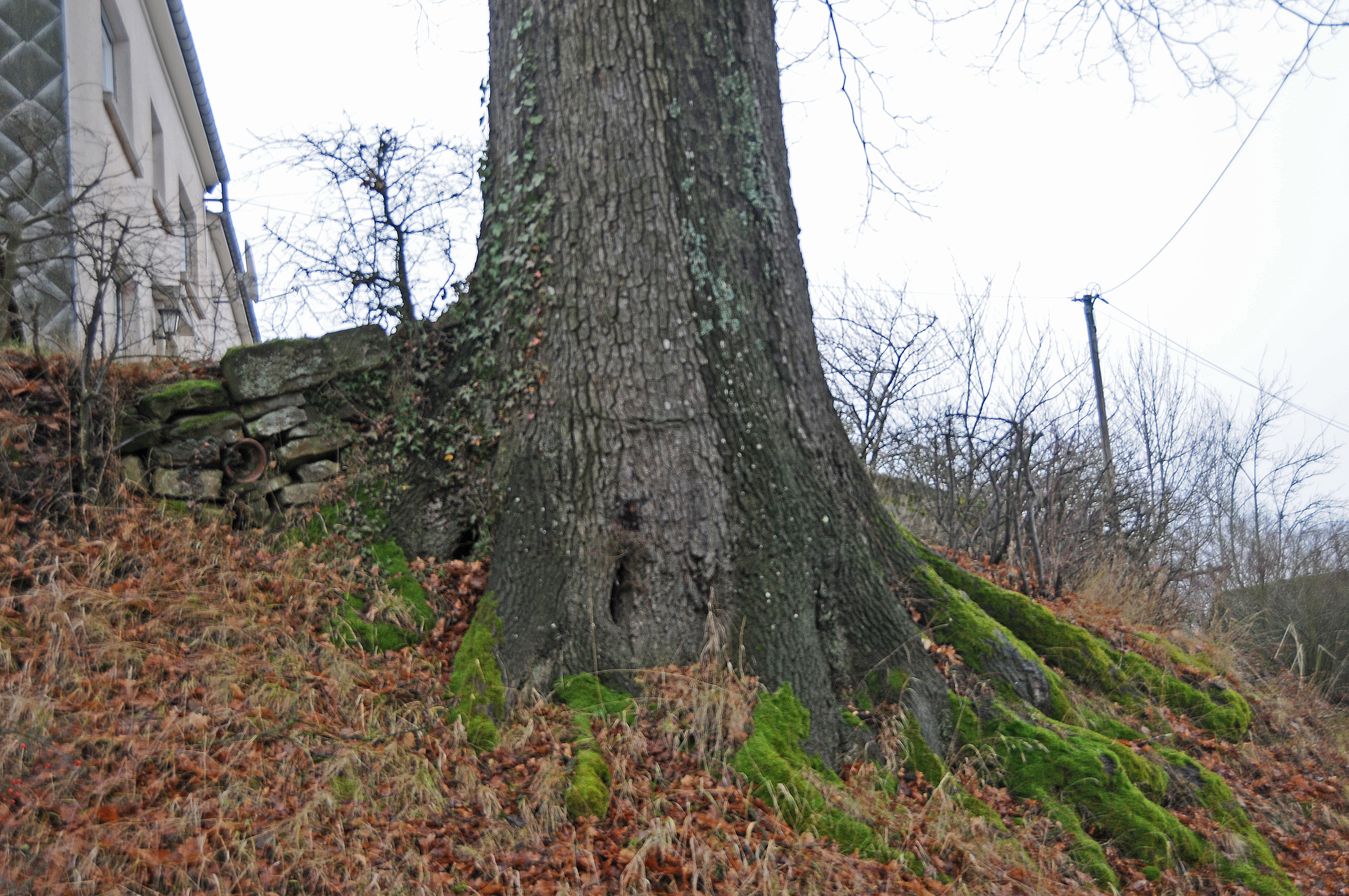
Le tronc du chêne ne porte pas encore de champignon en 2007

### Sources
- Sinner J. et al., 2002. Les arbres remarquables. Grand-Duché de Luxembourg. Administration des eaux et forêts. Musée national d'histoire naturelle. 255 p. (Voir les pages 20-21, texte et photo).
- Liste des monuments classés sur le site Web du Service des sites et monuments de Luxembourg